# تپه حاج موسی طوسکلا
تپه حاج موسی طوسکلا در شهرستان نکا، بخش مرکزی، روستای طوسکلا واقع شده و این اثر در تاریخ ۱۰ خرداد ۱۳۸۲ با شمارهٔ ثبت ۸۸۰۹ به‌عنوان یکی از آثار ملی ایران به ثبت رسیده است.